# Huaranguillo
Huaranguillo es el pueblo más difícil de acceder del Distrito de Pisuquía en la Provincia de Luya en la Región Amazonas en el norte del Perú.

## Etimología
El nombre "Huaranguillo" viene de la planta "Huarango" que es bastante conocido en la zona. Huaranguillo también es conocida como la Comunidad del Frejol.

## Acceso
Para llegar a Huaranguillo es necesario conseguir un transporte hacia el Distrito de Providencia. Desde allí se realiza una caminata de 3 horas o bien puede usarse una mula.
Desde Huaranguillo se puede contemplar parte del departamento de Cajamarca, siendo el sector divisor el río Marañón.

## Descripción
Huaranguillo consiste de alrededor de 50 casas y es el quinto caserío más grande del Distrito de Pisuquía.
De gente es muy sencilla, conservadora de usos y costumbres, en este poblado son comunes tradiciones como el chacchar coca en el trabajo de la tierra. Las mujeres trabajan diseñando telares de hermosos coloridos (paño de mano, vestidos de lana de oveja, alforjas y ponchos. Otra de las actividades características son la elaboración de platos típicos, de los cuales se destacan el locro de diversas variedades y el dulce de frejoles. Aquí se produce el frejol redondo orgánico en regular cantidad y la comunidad es la que abastece a las comunidades vecinas, también produce maíz y frutas variadas en las partes bajas.
Este poblado posee ruinas arqueológicas aún no estudiadas en las partes altas, al igual que montañas vírgenes que colindan con Providencia y Pircapampa que sirven de hábitat a aves de diversas especies, osos de anteojos, orquídeas, hongos comestibles y otras especies.
Huaranguillo es una comunidad que también sirve de mirador a la Banda de Cajamarca, de donde se divisan comunidades como la de Chadín. Se puede visitar haciendo caminata desde Chachapoyas atravesándola para luego dirigirse hasta Chota.

## Turismo

### Agricultura tradicional
En Huaranguillo hasta el día de hoy se puede ver el funcionamiento de la agricultura como lo hicieron sus antiguos pobladores hace más de cien años. Este poblado es llamado "Comunidad del Frejol", pues la mayor parte de su población vive de este cultivo

### Cascada La Muralla
Caída de Agua de casi 30m de altura, que esta sobre un muro de rocas naturales, la belleza de la zona se enaltece con la cascada, siendo un gran atractivo turístico.

La muralla

.

### Ruinas
Aparte de la agricultura y de sus bellos panoramas, destacan ruinas poco conocidas que esperan ser estudiadas.